# Nations Football Club
Actualités
Le Nations Football Club est un club ghanéen de football basé à Bekwai
, évoluant lors de la saison 2024-2025 en première division ghanéenne.

## Histoire
Le club est fondé en 1996 sous le nom Bekwai Youth Football Academy (BYFA), il commence par former des jeunes footballeurs. En 2002 le club s'engage en troisième division régionale. Après huit années il est promu en deuxième division régionale puis en 2016 en National Division One, le deuxième niveau au Ghana.
En 2022 le club est racheté par deux frères qui le renomme Nations FC et joue à partir de la saison 2022-2023 au Kwame Kyei Sports Complex à Abrankese. 
En 2023 le club termine champion de deuxième division (zone 2) et est promu pour la première fois en Premier League du Ghana,. Lors de sa première saison dans l'élite le club termine à la 7e place.
Lors de la saison 2024-2025 le club est tout près de remporter son premier titre de champion du Ghana mais perd à domicile lors de la dernière journée laissant filer le titre à Bibiana Gold Stars, de plus il est sous la menace d'une sanction en ayant quitté le terrain lors de l'avant dernière journée. Pénalisé de trois points le club terminera à la cinquième place.

## Palmarès
- Division One (D2) (1) :
  - Champion : 2023